# Ferruccio Bortoluzzi
Pour les articles homonymes, voir Bortoluzzi.
Ferruccio Bortoluzzi (né le 6 décembre 1920 à Venise et mort dans la même ville le 25 mai 2007) est un artiste plasticien, peintre et sculpteur italien contemporain. Son style peut être associé à celui du courant matiériste du mouvement de l'Art informel européen.

## Biographie
Ferruccio Bortoluzzi est né à Venise en 1920. Il a obtenu le diplôme de l'Institut d'art de sa ville natale en 1942, puis il a enseigné dans ce même institut, ainsi qu'au Lycée artistique et au Cours supérieur de dessin industriel.
Tout de suite après la guerre, il fut l’un des fondateurs du centre culturel L’Arco de Venise, avec d'autres artistes et lettrés venitiens.
De 1943 à 2003, de nombreuses expositions individuelles ont permis de montrer son travail en Italie et à l'étranger, et suscitèrent l’intérêt de la critique dans ces pays. Ses œuvres appartiennent à des collections publiques et privées en Italie et à l’étranger.
Les Archives historiques d'art contemporain de Venise possèdent une riche documentation sur ses activités. L’artiste est mort à Venise en 2007.

## Expositions
Expositions les plus importantes
- Carnegie Museum of Art : 1964, 1967, 1968
- Biennale de Venise : 1966
- Biennale de São Paulo :1969
- Quadriennale de Rome : 1972
- Fondation Querini Stampalia (en) : 2001
- Ca' Pesaro : 1982, 2003

## Musées
- Galerie nationale d'art moderne et contemporain, Rome
- Museo del Novecento, Milan
- Ca' Pesaro, Venise
- MAMbo Galleria d´Arte Moderna (it) de Bologne
- Galleria d'arte moderna Achille Forti, Vérone
- Museum of Contemporary Art, Zagreb
- Musée Max Huber, Chiasso
- Museo Rimoldi, Cortina d'Ampezzo
- Museo CAMEC, La Spezia

## Interview

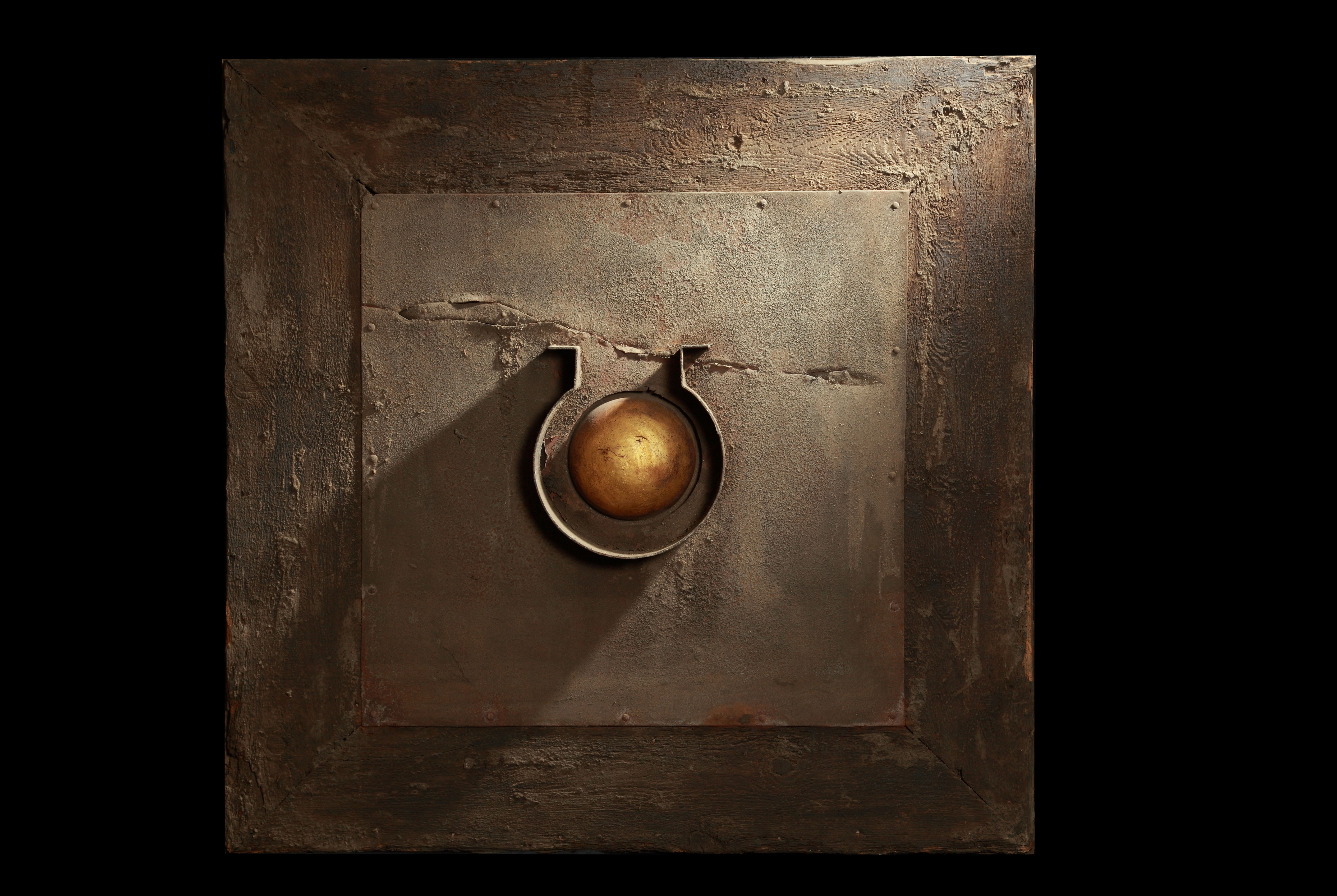
Composizione, anno 1966 (F. Bortoluzzi).

Dans un entretien, Ferruccio Bortoluzzi déclare :

« ... Je me rappelle les années soixante, quand je présentai pour la première fois mes tableaux de matière. Ils déconcertèrent, ils suscitèrent même la dérision de certains collectionneurs plus sensibles à la palette d’un artiste affirmé qu’à la rugosité et à l’âpreté de mes bois.
Je me sens profondément vénitien ; fils de cette ville extraordinaire. Mes travaux sont dédiés à Venise : on peut y lire la dénonciation de son délabrement, l’exaltation des couleurs éteintes typiques de ces journées d’hiver humides et brumeuses ; on peut y sentir l’odeur saumâtre des bancs de sable… ; pour cette raison j’aurais désiré quelque chose de plus.

Les expositions individuelles que j’ai faites à Venise ont toujours été suivies par de nombreux amis qui vivent avec moi parmi ces pierres, parmi les marbres de ces églises qui dressent par dizaines de majestueuses coupoles vers le ciel. Et pourtant la critique n’a pas toujours été généreuse envers moi... »